# Hanžeković Memorial

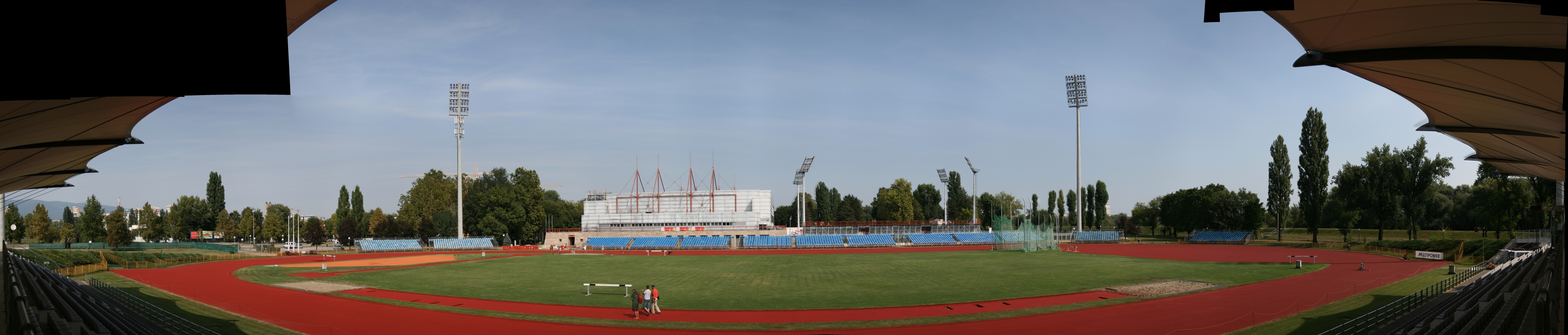
ŠRC Mladost em Zagreb

O Hanžeković Memorial é um meeting de atletismo que se desenrola todos os anos em Rieti, Itália, desde 1951. Faz parte atualmente da IAAF World Challenge e é sediado no Sportski park Mladost, em regra acontece sempre em junho a setembro.
O nome é em homenagem ao atleta Boris Hanžeković, corredor que foi preso na Segunda guerra Mundial, morto em 1945, no Campo de concentração de Jasenovac.